# Michael Tomasello
Michael Tomasello (Bartow, Florida, 1950. január 18. –) amerikai pszichológus, 1997 óta a lipcsei Max Planck Evolúciós Antropológiai Intézet egyik igazgatója.

## Életpályája
Diplomáját 1972-ben az észak-karolinai Duke Egyetemen, doktori címét kísérleti pszichológiából a Georgia Egyetemen szerezte 1980-ban. Németországba költözése előtt az atlantai Emory Egyetem professzora volt, 1980 és 1998 között a Yerkes Főemlős Központban dolgozott. 1999-ben a Lipcsei Egyetem tiszteletbeli professzorává avatták.
Kutatásaiban főként a szociális kogníciót, a szociális tanulást, valamint a gyerekek és a főemlősök kommunikációját, nyelvét vizsgálta. Az elmúlt pár évben a közös elvárásokat, a közös figyelmi helyzetet, a proszociális motivációt és a szociális normákat helyezte kísérleteinek középpontjába. 2010-ben a Magyar Tudományos Akadémia tiszteleti tagjává választották.

## Munkássága
Tomasello csimpánzok viselkedésének kutatása során megfigyelte, hogy az emberrel ellentétben a főemlősök társas helyzetben nem mutatnak rá tárgyakra, nem emelik fel azokat, nem vezetik egymást bizonyos helyekre, nem adnak oda tárgyat a másiknak. Társaik viselkedésének nem tudnak szándékot tulajdonítani, így ennek következtében tanítani is képtelenek egymást, ami miatt kultúrájuk sem lehet.

### A kulturális átadás elve
A kulturális átadás Tomasello szerint csak az emberre jellemző. Ez azt jelenti, hogy az ember felhasználja a többiek tudását a tanuláshoz. Ehhez a folyamathoz szükséges a pontos szociális átadás és némi kreativitás. Az egyed kitalál egy újfajta eszközhasználati módot, amit a többiek, majd később a következő generációk átvesznek. Az idő során módosulások mennek végbe, azok fel is halmozódnak, így az információ megőrződik és folyamatosan felhasználódik. Ez az újítás-átadás folyamat tulajdonképpen nem más, mint kulturális evolúció.
Tomasello elméletében egyedül a szándéktulajdonítás veleszületett képessége az embernek, ami csecsemőkorban, a 9-12. hónapban alakul ki.

### A nyelv evolúciója
Úgy véli, hogy a nyelv a szándéktulajdonítás evolúciója során alakult ki, annak egy mellékterméke, egy társas képződmény. Kritizálja Noam Chomsky generatív grammatikai elképzelését, mint ahogy azt is, hogy veleszületetten rendelkezne mindenki az univerzális nyelvtan ismeretével. Tomasello ennél egy sokkal felhasználás-központibb teóriát tart valósnak, ahol nagy szerepe van a szociális tanulásnak és a kultúra átadásának generációról generációra. Emellett viszonylag kis jelentőséget tulajdonít magának a nyelvtannak.
Úgy gondolja, hogy a nyelv egy afféle közös, ősi prototípusból fejlődött ki, hosszú változások és átalakulások során lett összetettebb mind mondattanilag, mind a szerkezeteket tekintve.

### Közös figyelmi helyzet
Maga a nyelv elsajátítása Tomasello szerint vagy a tárgyakra való közvetlen rámutatás során történik, vagy közös figyelmi helyzetekben. Ez utóbbiaknál a gyermek a beszélő szándékát megérti, és rögzíti ahhoz a bizonyos eseményhez vagy tárgyhoz a nyelvi jelet.

### Kettősöröklés-modell
Tomasello elméletét egy kettősöröklés-modellbe szervezte, melynek az a lényege, hogy az öröklődés két részből tevődik össze: a biológiait a gének vezérlik, a társas öröklődést pedig a kultúra közvetíti.

## Díjak, elismerések
- Guggenheim Fellowship-díj, 1997–98
- William James-díj, APA, 2001
- Fyssen Alapítvány kutatói ösztöndíja, 2004
- Cognitive Development Society Könyvdíj, 2005
- Jean Nicod Prize for Philosophy of Cognitive Science, 2006
- Mind & Brain Díj, Center for Cognitive Science, U. Turin, 2007
- Fellow, Cognitive Science Society, 2008
- Eleanor Maccoby Könyvdíj, APA, 2009
- Oswald Külpe-díj, Würzburg Egyetem, 2009
- Hegel-díj, Stuttgart, 2009

## Jelentősebb művei

### Könyvei angol nyelven
- Tomasello, M. & Call, J. (1997). Primate Cognition. Oxford University Press
- Tomasello, M (2001). The Cultural Origins of Human Cognition. Harvard University Press
- Tomasello, M (2003). Constructing a Language: A Usage-Based Theory of Language Acquisition. Harvard University Press
- Tomasello, M. (2008). Origins of Human Communication. MIT Press
- Tomasello, M. (2009). Why We Cooperate. MIT Press

### Fontosabb cikkei
- Tomasello, M. (2000). The item based nature of children's early syntactic development. Trends in Cognitive Sciences, 4, 156–163.
- Hare, B., Brown, M., Williamson, C., & Tomasello, M. (2002). The domestication of social cognition in dogs. Science, 298, 1634–36.
- Tomasello, M. (2002). Gestures and language evolution: A review of Michael Corballis From Hand to Mouth. Nature, 417, 791.
- Tomasello, M., Call, J., & Hare, B. (2003). Chimpanzees understand psychological states: The question is which ones and to what extent. Trends in Cognitive Science, 7, 153–156.
- M., Call, J., & Hare, B. (2003). Chimpanzees versus humans: Its not that simple. Trends in Cognitive Science, 7, 239–40.[halott link]
- Hare, B., & Tomasello, M. (2005). Human-like social skills in dogs? Trends in Cognitive Science, 9, 439–444.
- Hare, B., & Tomasello, M. (2005). Response: The emotional reactivity hypothesis and cognitive evolution. Trends in Cognitive Science, 9, 464–465.
- Melis, A., Hare, B., & Tomasello, M. (2006). Chimpanzees recruit the best collaborators. Science, 31, 1297–1300.
- Warneken, F. & Tomasello, M. (2006). Altruistic helping in human infants and young chimpanzees. Science, 31, 1301–1303.
- Herrmann, E., Call, J., Hernández-Lloreda, M., Hare, B., & Tomasello, M. (2007). Humans have evolved specialized skills of social cognition:The cultural intelligence hypothesis. Science, 317, 1360–1366.
- Jensen, K., Call, J., & Tomasello, M. (2007). Chimpanzees are rational maximizers in an ultimatum game. Science, 318, 107–109.
- Call, J. & Tomasello, M. (2008). Do chimpanzees have a theory of mind: 30 years later. Trends in Cognitive Science, 12, 187–192
- Herrmann, E., Call, J., Hernández-Lloreda, M., Hare, B., & Tomasello, M. (2008). Response to de Waal et al. Science, 319, 569.
- Jensen, K., Call, J., & Tomasello, M. (2008). Response to Visalberghi & Anderson. Science, 319, 284.
- Tomasello, M. (2008). How are humans unique? New York Times Magazine, May 25, 2008.
- Tomasello, M. & Warneken, F. (2008). Share and share alike. Nature, 454, 1057–58.
- Tomasello, M. (2009). Like infant, like dog. Science, 325, 12–13.
- Tomasello, M. (2009). Society need not be selfish (Review of F. de Waal, 2009). Nature, 481, 41.
- Warneken, F. & Tomasello, M. (2009). Varieties of altruism in children and chimpanzees. Trends in Cognitive Science, 13, 397–402.

## Magyarul
- Gondolkodás és kultúra; ford. Gervain Judit; Osiris, Bp., 2002 (Osiris könyvtár. Pszichológia)
- Mi haszna az együttműködésnek? A 2008-ban a Stanford Egyetemen tartott "Emberi érték" Tanner-előadások alapján; ford. Pléh Csaba; Gondolat, Bp., 2011